# 小行星1162
小行星1162（1162 Larissa）是一颗围绕太阳公转的小行星。1930年1月5日，卡爾·威廉·萊茵姆特在海德堡发现了此天体。
該小行星以希臘的城市拉里薩命名。
这颗小行星的绝对星等为212.09174等。